# FV106 Samson
FV106 Samson — броньована ремонтно-евакуаційна машина Британської армії сімейства CVR(T). Основна роль цього транспортного засобу полягає в евакуації транспортних засобів сімейства CVR(T), але він може також евакуювати інші легкі гусеничні транспортні засоби, такі як транспортні засоби серії FV430.

## Розробка і особливості
Розробка FV106 Samson розпочалася на початку 1970-х років, а масове виробництво — у 1978 році. Корпус виконаний суцільнозварною алюмінієвою конструкцією. Зазвичай він перевозить екіпаж із трьох осіб, має лебідку 3,5 т, яку також можна використовувати в підйомній конфігурації. Він оснащений відповідним обладнанням, яке забезпечує механічну перевагу 4:1 завдяки 228 м канату лебідки. Ця лебідка здатна підняти транспортні засоби масою до 12 тонн. Заземлювальний анкер із ручним управлінням розташований ззаду, що дозволяє нерухомо зафікмувати транспортний засіб під час виконання робіт.

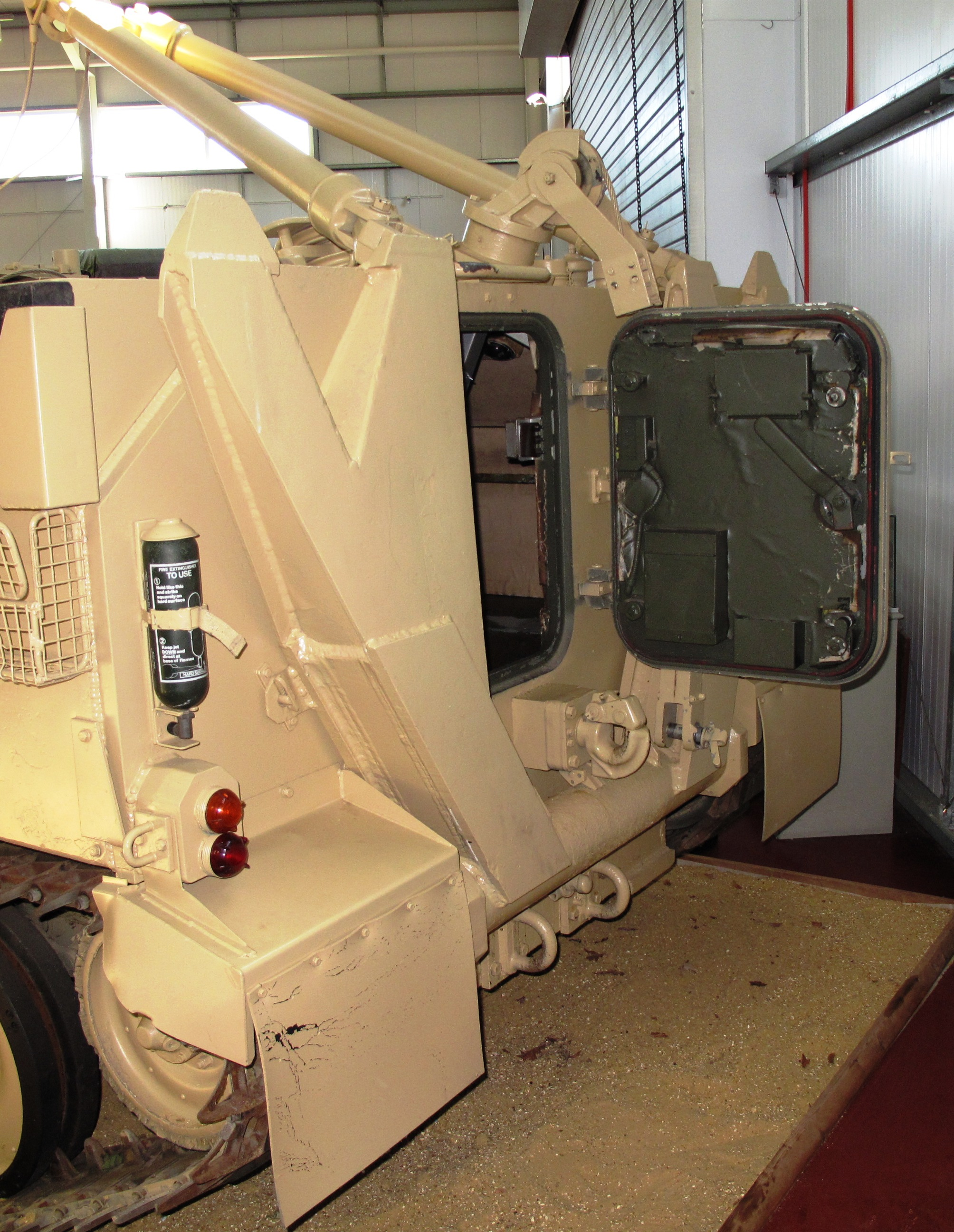
FV106 Samson із заднім люком екіпажу, А-подібною рамою та анкером

FV106 Samson може бути оснащений флотаційним екраном, щоб ним можна було долати водні перешкоди за допомогою власних гусениць зі швидкістю 6,5 км/год або 9,6 км/год, коли він оснащений гвинтом. FV106 Samson також може бути оснащений блоком повного захисту від зброї масового ураження.

## Оператори
Один FV106 Samson супроводжував два підрозділи Блюз енд Роялс CVR(T) у Фолклендській війні.

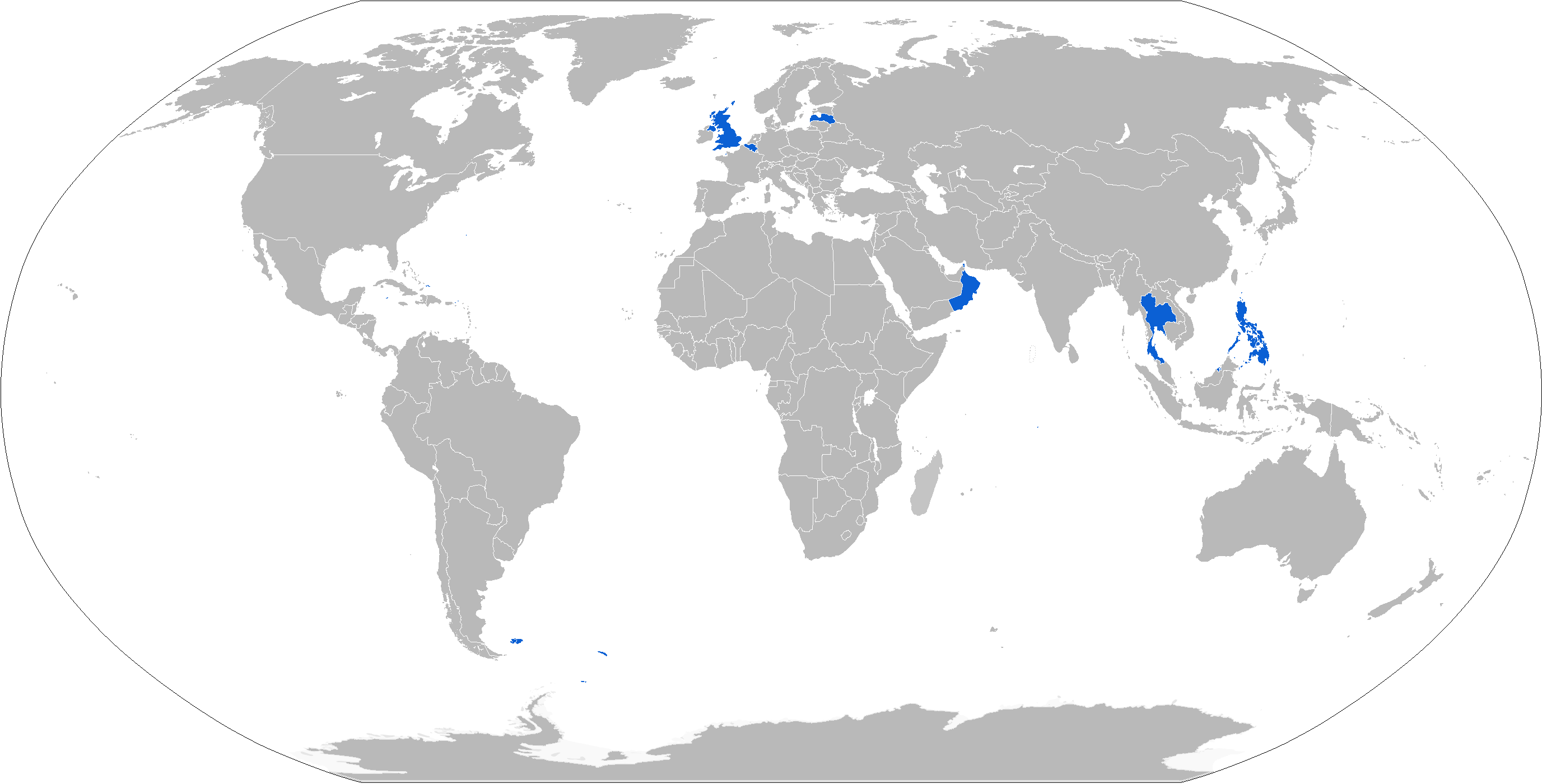
Оператори FV106 Samson позначені синім кольором

### Поточні оператори
- Того — 1 машина на озброєнні
- Бельгія
- Бруней — 2 машини на озброєнні
- Латвія[4]
- Оман — 3 машини на озброєнні
- Філіппіни — 6 машин на озброєнні
- Таїланд
- Велика Британія — на озброєнні Британської армії та Повітряних сил Великої Британії
- Україна[5][6]

## Експонування
У музеї REME FV106 Samson виставлений у Залі транспортних засобів принца Філіпа.